# Andrés Mazzali
Andrés Mazzali (* 22. Juli 1902 in Guruyú, Montevideo, Uruguay; † 30. Oktober 1975) war ein uruguayischer Fußballspieler und Leichtathlet.

## Fußball

### Verein
Der El Buzo genannte Mazzali spielte im Verein von 1919 bis 1930 für den großen montevideanischen Klub Nacional. In diese Zeit fiel der Gewinn von fünf uruguayischen Meistertiteln seines Vereins (1919, 1920, 1922, 1923, 1924), sowie zweier Erfolge im Copa Lipton (1924, 1927) und der Sieg 1929 beim Copa Newton. Auch der Pokal des Copa Río de La Plata konnte von seiner Mannschaft 1919 und 1920 nach Uruguay geholt werden.

### Nationalmannschaft
Bei den Olympischen Sommerspielen 1924 und Olympischen Sommerspielen 1928 gewann er jeweils die Goldmedaille mit der uruguayischen Fußballnationalmannschaft. Er spielte dabei auf der Position des Torwarts. Die Teilnahme an der Fußball-Weltmeisterschaft 1930, bei der Uruguay Weltmeister wurde, blieb ihm aber versagt. Zwar gehörte er bis kurz vor Turnierbeginn zum Kader der Nationalmannschaft. Jedoch entfernte er sich während des zweimonatigen Vorbereitungstrainingslagers ohne Erlaubnis aus dem Mannschaftshotel im Prado Park in Montevideo, um seine Familie zu besuchen. Daraufhin warf ihn der damalige Trainer Alberto Suppici aus der Mannschaft. Weitere Erfolge mit der Nationalmannschaft waren der jeweilige Titelgewinn bei den Südamerikameisterschaften in den Jahren 1923, 1924 und 1926. Zudem nahm er auch an der mit der Vizemeisterschaft endenden Campeonato Sudamericano 1927, sowie am Turnier 1929 teil, bei dem der dritte Platz erreicht wurde. Insgesamt absolvierte er vom 26. Mai 1924 bis zum 17. November 1929 21 Länderspiele für Uruguay.

### Trainertätigkeit
Bei der Südamerikameisterschaft 1926 wirkte Sportlehrer Mazzali neben seiner Rolle als Torwart auch als Trainer des uruguayischen Nationalteams. Auch nach dem Ende seiner aktiven Karriere im Jahre 1933 war er in der Folgezeit als Trainer tätig.

## Weitere Sportarten
Er war zudem 1920 Leichtathletik-Südamerikameister im 400-Meter-Hürdenlauf und Silbermedaillengewinner über die 200-Meter-Hürdendistanz, wo er sich lediglich dem Chilenen Harold Rosenqvist geschlagen geben musste. Zwei Jahre später war er erneut Zweiter bei den Leichtathletik-Südamerikameisterschaften 1922 im 400-Meter-Hürden-Finale hinter Enrique Thompson. Auch gehörte er der Basketballnationalmannschaft Uruguays als Spieler des Club Atlético Olimpia an, für den er sechs Jahre lang aktiv war und mit dem er 1923 das Torneo Federal gewann.